# Pasquale Martignetti
Pasquale Martignetti (Benevento, 27 de julio de 1844-Benevento, 16 de marzo de 1920) fue un político italiano.

## Biografía
Nacido en una familia de modestos tenderos, perdió su padre a edad y comenzó pronto a trabajar para mantener a cuatro hermanas y un hermano, todos más jóvenes que él. No logró superar, en el campo de los estudios, la cuarta elemental. En el 1867 había vuelto copista en el archivo notarial de Benevento y se casaría con la maestra elemental Giuseppina Collarile pasando así a formar parte de la familia del General Nicola Collarile. De formación demócrata-risorgimental, aunque aislado en provincia, urgido por la experiencia y la observación de la miseria y la injusticia, pronto desarrolla, también en virtud de la lectura de algunos libros, sentimientos de redención y rebelión contra este estado de cosas.
Siempre vivió en Benevento donde no tuvo lazos fuertes y amistades sólidas fuera de los lazos familiares. Autodidacta en materia intelectual, comienza a colaborar con La Plebe, de Enrico Bignami, por tanto lee en francés El Capital de Marx  convirtiéndose al socialismo como él mismo tuvo a escribir sucesivamente a Engels.  Habiendo entrado en correspondencia con Paul Lafargue (yerno de Marx), se entera del ensayo de Engels Del socialismo utópico al socialismo científico, que también él comenzó a traducir de la copia francesa traducida del original por Paul Lafargue.
La traducción de esta obra le permitió entrar en correspondencia directa con Engels desde 1883 hasta 1895. El revolucionario alemán fue generoso con la ayuda hacia joven socialista italiano. Teniendo en cuenta el estado de penuria económica en que se encontraba, Engels le consiguió suscripciones gratuitas a revistas socialistas alemanas y no dejó de interesarse por los asuntos familiares, así como por aquellas persecuciones judiciales de las que Martignetti también fue víctima a causa de su compromiso político.
Ernesto Ragionieri, que fue el historiador más atento a la figura de este singular socialista, afirma que su importancia no fue la de organizador y agitador social, ni mucho menos de teórico, sino de "traductor de Marx y Engels, de el entusiasta y constante difusor de la literatura socialista "
Por el resto de su vida, tras la muerte de su interlocutor y mentor Engels (1895), Martignetti continuó su actividad como traductor de obras del socialismo alemán. 
En el 1915 fundó, siempre en Benevento, una revista antiintervencionista titulada L'Avvenire, que tuvo vida efímera.  Se adhirió a la corriente maximalista que salió victoriosa en XVI Congreso del Partido Socialista Italiano. Simpatizó con la revolución bolchevique.
Murió en Benevento el de 16 de marzo de 1920.

## Obras
P. Martignetti, Il socialismo utopico e il socialismo scientifico per F. Engels, Benevento 1883. 